# Rubce, Peremîșleanî
Rubce (în ucraineană Рубче) este un sat în comuna Bolotnea din raionul Peremîșleanî, regiunea Liov, Ucraina.

## Demografie
Componența lingvistică a localității Rubce
     Ucraineană (100%)
Conform recensământului din 2001, toată populația localității Rubce era vorbitoare de ucraineană (100%).